# Oscar Ferreiro
Oscar Alberto Ferreiro (Capital Federal, 28 de agosto de 1945 - Buenos Aires, 16 de junio de 2009) fue un actor argentino que se destacó especialmente por sus papeles de villano en varias series televisivas.
Murió de un ACV

## Trayectoria artística
En televisión se destacó por sus interpretaciones en la telenovela Montecristo (2006), donde representó a Alberto Lombardo, un civil vinculado con la última dictadura militar y  con la apropiación de niños nacidos en cautiverio en ese período, en 22, el loco (2001), interpreta al padre de Federico Falcone (Adrián Suar), Primicias (2000), dónde encarnó a Gibraltar un militar que participó en el atentado al canal TV Set y Ricos y famosos (1997), como Luciano Salerno, un empresario corrupto vinculado a la política. 
Participó en el ciclo Alta comedia y en algunos capítulos del unitario Socias (2008), su último trabajo en la pantalla chica. En cine, se recuerda su interpretación del villano Levonian, en Tiempo de valientes (2005), de Damián Szifron. 
En el teatro protagonizó El deseo bajo los olmos de Eugene O'Neill, La muerte de un viajante de Arthur Miller y Un enemigo del pueblo de Henrik Ibsen, entre otras.

## Muerte
Oscar Ferreiro falleció el 16 de junio de 2009 por un cáncer tras haber estado internado desde el 5 de junio en el Hospital Italiano.

## Filmografía
- El purgatorio de Dante (2009)
- Tiempo de valientes (2005), Lebonian
- La noche de las cámaras despiertas (2002)
- Yo tenía un plazo fijo (1990)
- Después de ayer (1987)
- Seguridad personal (1985)
- El Pibe Cabeza (1975)
- Operación Masacre (1972)
- La familia unida esperando la llegada de Hallewyn (1971)

## Televisión
1. Socias (2008), como Tono Cohen
2. Algo habrán hecho (2008), como Hipólito Yrigoyen
3. Montecristo (2006), como Alberto Lombardo
4. Botines (2005)
5. Epitafios (2004), como Gálvez
6. 22, el loco (2001), como Mario Falcone
7. Primicias (2000), como Gibraltar
8. Ricos y famosos (1997), como Luciano Salerno - alias Manuel Quiroga -
9. Alén, luz de luna (1996), como Emilio Gastaldi
10. La hermana mayor (1995)
11. Mi cuñado (1994)
12. Son de Diez (1993)
13. Apasionada (1993), como Nicolás
14. Alta comedia (1992), como Julio
15. El precio del poder (1992)
16. La elegida (1992), como Roque
17. Manuela (1991), como Incháustegui
18. Pasiones (1988), como Ítalo Linares
19. María de nadie (1985), como Franco
20. No es un juego vivir (1985) como Damián Quinteros
21. Amada (1983), como Raúl
22. La sombra (1982), como Ricardo
23. Stefanía (1981)